# Диасамидзе, Заур Леванович
Заур Леванович Диасамидзе (7 января 1986; хутор Присальский, Ростовская область, РСФСР, СССР) — российский спортсмен, серебряный призёр чемпионата Европы по бразильскому джиу-джитсу (2024), бронзовый призёр Кубка мира по бразильскому джиу-джитсу (2024), серебряный призёр гранд-слэма по бразильскому джиу джитсу (2024).

## Биография
Родился 7 января 1986 года в хуторе Присальский Ростовской области.
В школьные годы занимался вольной борьбой. Находясь в десятом классе, семья вместе с Зауром перебралась жить в посёлок Мордово Тамбовской области. В 2004 году поступил в Военную академию города Ярославль, которую окончил в 2009 году. По мимо единоборств, занимался также рукопашным боем и гиревым спортом (в последнем становился в 2003 году серебряным чемпионом первенства мира по данному виду спорта). Основной вид спорта — бразильское джиу-джитсу, в котором спортсмен выступает с 2021 года по настоящее время.

## Спортивные достижения
- Чемпионат Европы по бразильскому джиу-джитсу (Турция, 2024; 94 кг)[1].
- Чемпионат Кубка мира по бразильскому джиу-джитсу (Абу-Даби, 2024).
- Чемпионат гранд-слэма по бразильскому джиу-джитсу (Япония, 2024).
- Мастер спорта России по гиревому спорту.
- пурпурный пояс по Бразильскому джиу-джитсу[2].